# Mont Blue Sky
Pour les articles homonymes, voir Evans.
Le mont Blue Sky (Mount Blue Sky en anglais, anciennement appelé mont Evans) est une montagne du Colorado (États-Unis). Elle culmine à 4 348 mètres d'altitude. C'est l'un des 54 fourteeners du Colorado, ces sommets à plus de 14 000 pieds d'altitude, et l'un de ceux que l'on peut voir à 170 kilomètres de distance, des grandes plaines, avec le pic Pikes, qui est comme lui tout proche de Denver, la capitale du Colorado.
Le mont Blue Sky a été gravi dès 1863 par William Byers (1831 – 1903), fondateur du Rocky Mountain News au moment de la ruée vers l'or de Pikes Peak, lors d'une expédition menant à son sommet l'un des peintres de la conquête de l'Ouest.

## Toponymie
En 2022, un conseil consultatif prône le renommage du sommet en mont Blue Sky pour perdre sa référence à John Evans, un gouverneur ayant tenté de dissimuler le massacre de Sand Creek.